# Jakob Degen

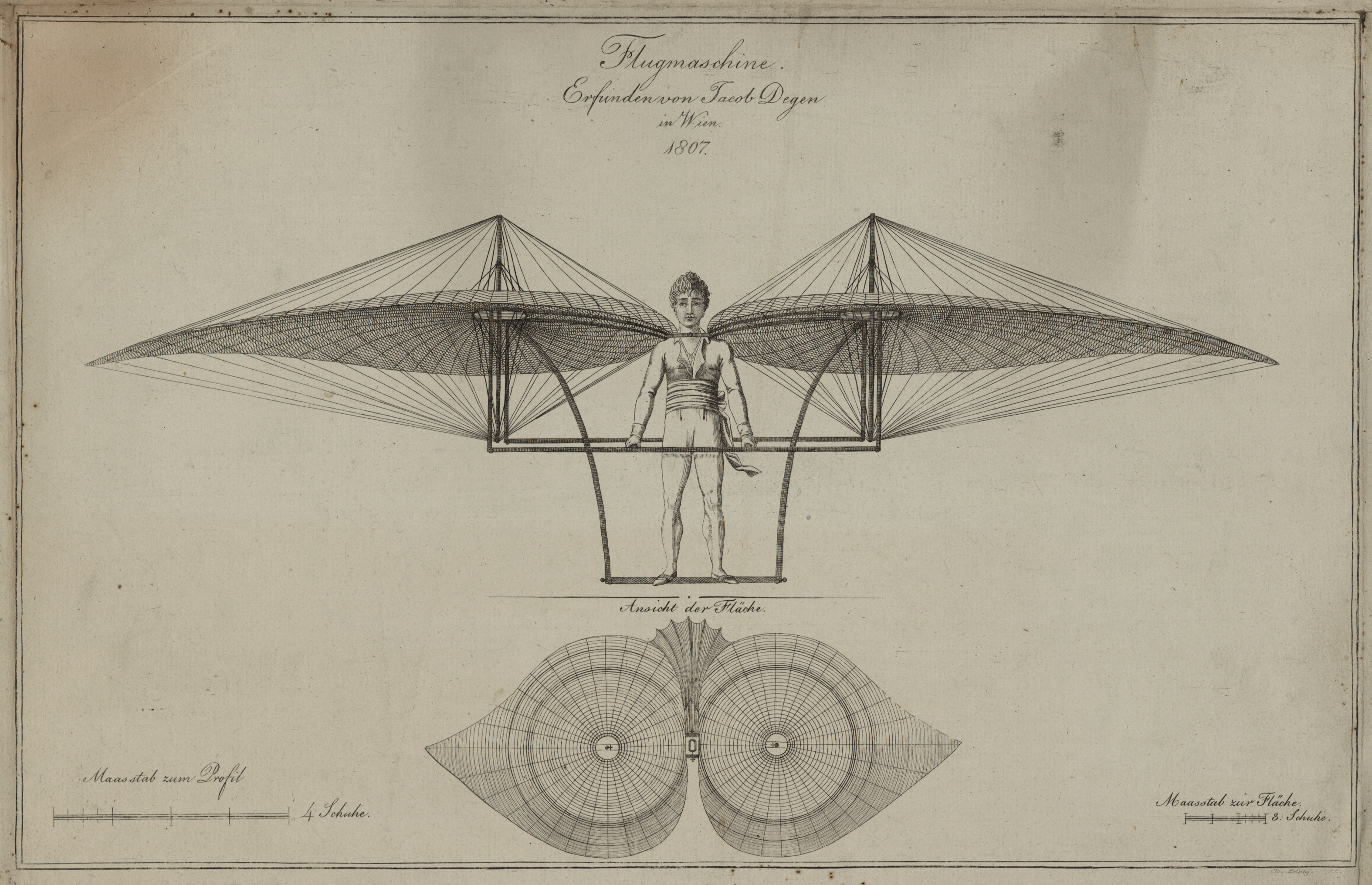
L'ornithoptère de Degen de 1812 se composait de deux ailes en forme de cœur reliées de manière rigide qui étaient déplacées de haut en bas en ligne droite par la force musculaire.

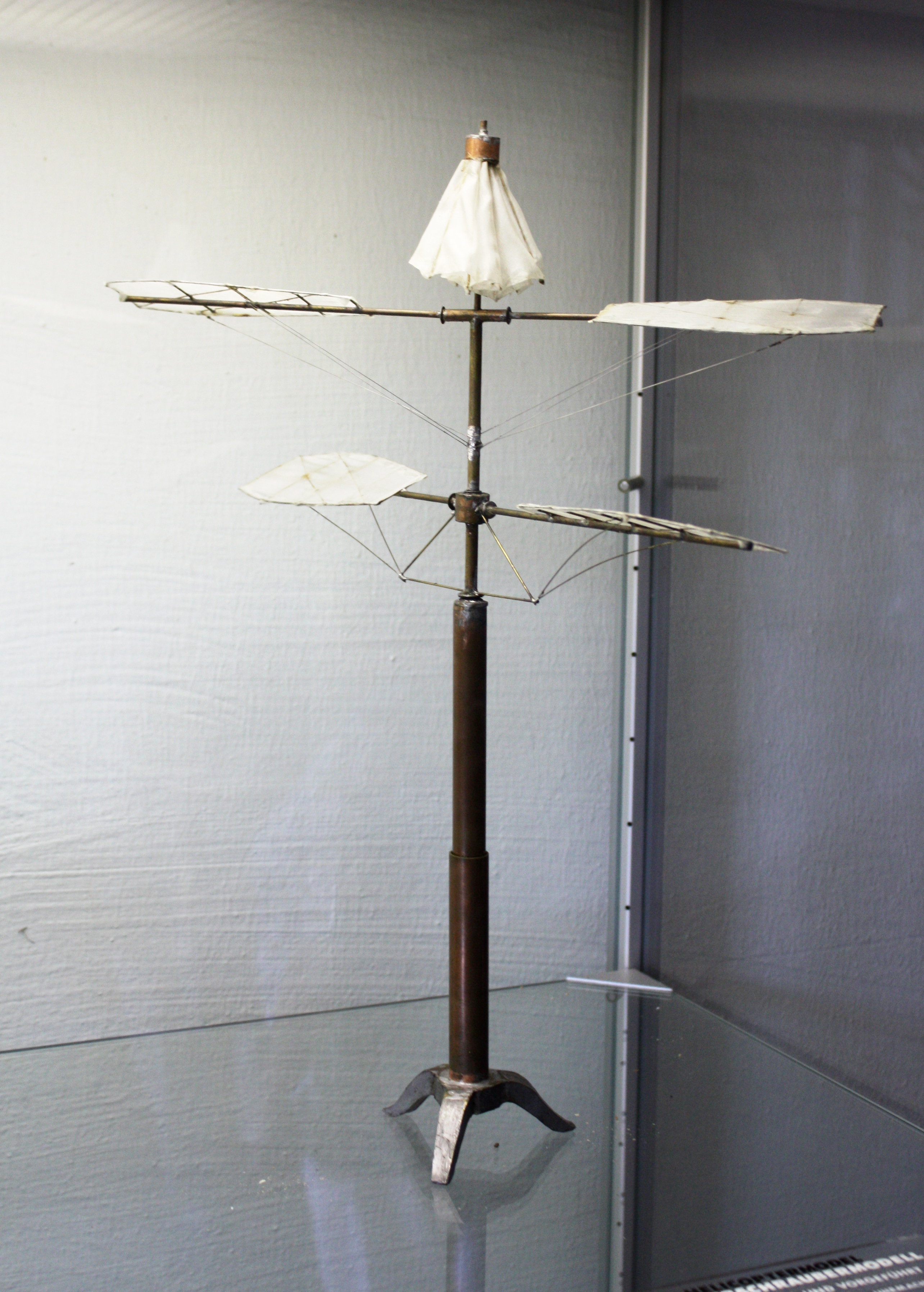
Un des modèles d'hélicoptère coaxial du Musée de l'hélicoptère de Bückeburg, qu'il a construit en 1817 et présenté au public dans le Prater de Vienne.

Jakob (ou Jacob) Degen (ou Degan, Deghen), né le 27 février 1760 à Liedertswil (Suisse) et mort le 28 août 1848 à Vienne (Autriche), est un horloger et inventeur suisse-autrichien, un des pionniers de l'aviation.

## Biographie
Il est connu pour ses expériences aériennes qu'il commence en 1806 avec une machine à ailes battantes de son invention expérimentée à Paris et à Vienne (1812-1813). En 1816, il essaie aussi un petit hélicoptère à deux hélices tournant en sens inverse. 
On lui doit de même en 1812 une charrue qui laboure grâce au vol d’un ballon. 
Jules Verne l'évoque dans le chapitre VI de son roman Robur le Conquérant.
Il apparait comme personnage dans le film The Tailor from Ulm en 1978.